# TSV Osnabrück

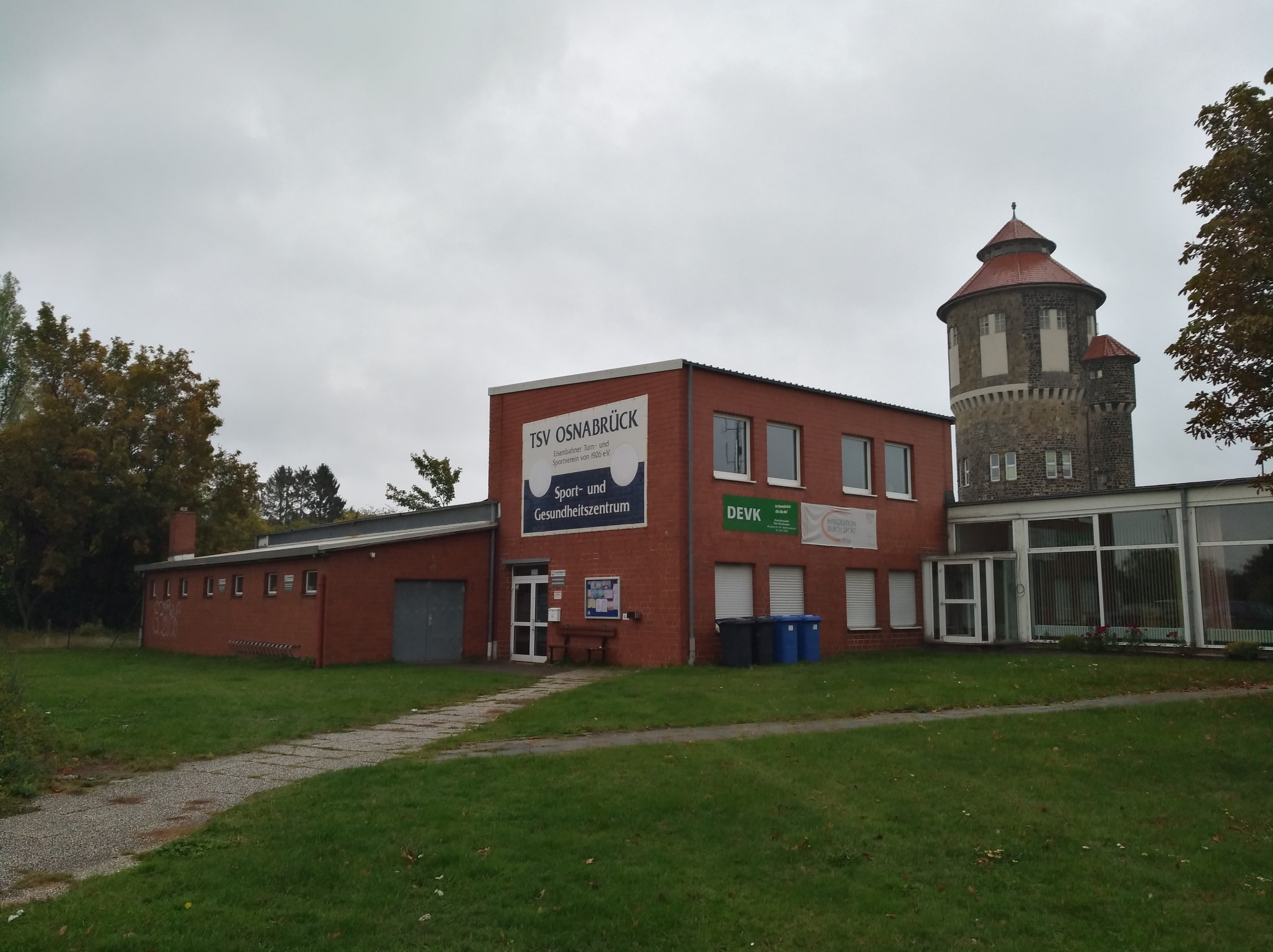
Klubheim des TSV hinter dem Hauptbahnhof

Der TSV Osnabrück e.V. ist ein Mehrspartensportverein mit Vereinsheim, eigenen Sportstätten und mehr als 10 Abteilungen. In zentraler Stadtlage besitzt der TSV vielfältige Möglichkeiten, um für mehr als 1000 Mitglieder eine angenehme und professionelle Atmosphäre anzubieten. Viele Menschen mit Migrationshintergrund und inzwischen auch viele Geflüchtete finden den Weg in den Verein, um hier aktiv Sport zu treiben.

## Philosophie
Der TSV Osnabrück lebt Integration seit der Gründung 1926: Als Eisenbahnersportverein nahmen viele Eisenbahner am Sportangebot teil, nach dem Zweiten Weltkrieg kamen zahlreiche Kriegsflüchtlinge in den Verein. Stadtteilbedingt haben heute über 50 Prozent der Mitglieder einen Migrationshintergrund. In den letzten Jahren nahm der Verein viele Geflüchtete in sein Sportprogramm auf und neue Angebote bildeten sich. Nach kurzer Zeit schon übernahmen Geflüchtete Funktionen im Verein und sind jetzt bspw. Abteilungs- und Übungsleiter.
Toleranz, Akzeptanz und Respekt gegenüber allen Menschen aus unterschiedlichen Herkunftsländern sind für den TSV Osnabrück ganz wichtige Grundwerte, nach denen er seine Arbeit ausrichtet. Ehrlichkeit nach innen und außen zeichnet das Vereinsleben aus: Erfolge in der Integration werden gefeiert und Misserfolge werden analysiert, um eine positive Entwicklung anzustoßen.

## Sportangebot
- Badminton
- Basketball
- Cricket
- Fußball
- Gesundheitssport (Herzsport, Beckenbodengymnastik, NIA-Tanzen, Nordic Walking, Osteoporose-Sport, Warmwassergymnastik, Wirbelsäulengymnastik, Yoga)
- Karate
- Kegeln
- Kinderballett
- Kinderturnen
- Radwandern
- Schach
- Seniorensport
- Sport verbindet
- Volleyball

## Geschichte

### Gründungsjahre
Die Gründung des heutigen TSV Osnabrück wurde im Herbst 1926 mit 36 Mitgliedern unter dem Namen Reichsbahn Turn- und Sportverein Osnabrück (RTSV) vorgenommen. Von Beginn an wurden auch Nicht-Reichsbahner aufgenommen. Die ersten Vorstandswahlen waren im Februar 1928. Zunächst gab es Abteilungen für Fußball, Turnen und Leichtathletik. Nachfolgend kamen Angebote für die Jugend, Abteilungen für Schwimmen, Tennis, Rhönrad und ein Schießstand hinzu.
Im März 1928 fand die Einweihung der Turnhalle im Südflügel des Hauptbahnhofes statt. Eine Sportanlage mit Platz für Fußball und Handball, Aschenbahn, Faustball-Spielfeld, Platz für Diskus- und Speerwurf, Kugel- und Steinstoßen, Weit- und Hochsprunganlage wurde im Sommer 1930 an der Schellenbergbrücke eingeweiht. Die Sportanlagen wurden fast alle komplett ehrenamtlich errichtet. 1930 konnte der Verein folgende Sportarten anbieten: Fußball (mit div. Abteilungen), Tennis, Kleinkaliberschießen, Leichtathletik mit Turnen, Gymnastik, Volkstanz, Handball, Faustball, Korbball und Schwimmen.
Das Augenmerk lag immer auf dem Breitensport. Bekannt sind jedoch vom RTSV Heinz Flotho (Fußball-Nationaltorhüter), Willi Flotho (fünf Mal Niedersachsenmeister im Ringtennis) und Hermann Hammers (mehrfacher Niedersachsenmeister 1500-Meter-Lauf).

### 30er Jahre und Kriegszeit
Die Reichsbahnsportvereine wurden während des Dritten Reichs nicht aufgelöst. Sie mussten mindestens 40 % „Verwaltungsfremde“ aufnehmen, auch wurden Ligen anders zugeordnet und zugeschnitten. Der RTSV bekam mehr Mitglieder, da vom Hitler-Regime besonders kleinere und Arbeiterturnvereine aufgelöst und zwangsweise anderen Vereinen wie dem RTSV zugeordnet wurden. Dadurch hatte der RTSV 1934 mehr als 700 aktive Mitglieder. Der Verein konnte Erfolge bei Meisterschaften in diversen Disziplinen erreichen. 1937 wurde auch Kanusport mit eigenen Booten und einem Bootshaus am Stichkanal aufgenommen. 1938 hatte der RTSV 1000 Mitglieder, 13 Abteilungen gab es vor dem Zweiten Weltkrieg. Durch den Krieg wurden in Osnabrück Sportstätten zerstört, 1942 und 1943 war der Sportbetrieb durch den Krieg geprägt und kam dann bis zum Kriegsende zum Erliegen.

### Nachkriegszeit
Nach dem Krieg wurden alle Vereine durch die britische Besatzung aufgelöst. Nach und nach wurde die Gründung von Sportvereinen wieder zugelassen, der ehemalige RTSV erhielt jedoch keine Genehmigung. Dennoch stellten ehemalige Mitglieder die zerstörten Sportstätten unter großen Belastungen wieder her. Erst im April 1949 gab es eine Mitgliederversammlung, auf der auch der Name „TSV“ einstimmig beschlossen wurde. Die Zulassung als Verein fehlte weiterhin, jedoch wurden Fußball, Handball, Tennis, Leichtathletik und Gymnastik wieder angeboten. 1950 wurde ein Antrag des TSV auf Aufnahme in den Kreissportbund OS-Stadt abgelehnt, da er als Behördensportverein nicht zuzulassen wäre, die Tennis- und Kegelabteilungen wurden jedoch in den Sportbund aufgenommen. Dies hatte weiterhin zur Folge, dass Sportler und Mannschaften des TSV nicht an Wettkämpfen teilnehmen durften und somit viele Sportler zu anderen Vereinen wechselten. Der TSV schloss sich 1950 mit dem MTV zu Spielgemeinschaften zusammen, um so den Mitgliederschwund zu reduzieren. Beide Vereine blieben jedoch eigenständig. 1952 hatte der Verein 258 Mitglieder und die Abteilungen Fußball, Kegeln, Tennis, Tischtennis und Leichtathletik (Turnen, Korbball, Rhönrad, Faustball und Handball). Erst ab dem 28. November 1952 gab es den offiziellen Sportverein TSV Osnabrück (Turn- und Sportverein Osnabrück von 1926 e.V.), die Zusammenarbeit von Abteilungen mit dem MTV Osnabrück wurde beendet. Ab 1959 gab es auch eine Kinderabteilung, die Mitgliederzahl hatte man um 180 erhöhen können. 1961 hatte der Verein mehr als 940 Mitglieder. Die Sportstätten wurden sukzessive erweitert, sportliche Erfolge konnte etwa die Kegelabteilung erringen. Ab 1961 wurde eine Kegelbahn und eine Gymnastikhalle an der Humboldtbrücke diskutiert und geplant, die Grundsteinlegung war noch im selben Jahr. Die Kegelbahn wurde 1962 fertiggestellt, 1966 die Gymnastikhalle. Zudem wurden andere Sportstätten ebenfalls erweitert und/oder saniert. 1961 benannte sich der TSV in „Eisenbahner Turn- und Sportverein Osnabrück von 1926 e.V.“ um, das Kürzel TSV blieb jedoch.
Im Jahr 1964 gründete sich eine Damen-Basketballabteilung, deren erste Mannschaft in den 70er Jahren in der 1. Basketball-Bundesliga der Damen spielte. 1976 bildete sich eine Seniorenwandergruppe. 1982 wurde eine Karategruppe gegründet, 1988 eine Schachabteilung und ein Jahr später die Radwandergruppe. Ab 1993 gibt es Gesundheitssportangebote. Im November 2000 wurde der TSV als „Bester Gesundheitssportverein im Sportbezirk Weser-Ems“ ausgezeichnet. Ab 2000 richtete sich der TSV noch stärker auf den Breitensport aus. Ein Ligabetrieb findet nur noch im Fußball und Basketball statt. Seit 2015 werden Angebote der Nachfrage schnell angepasst, so dass sich ein sehr breites, stetig wechselndes Angebot entwickelt hat.